# Lusitanit
Lusitanit ist ein plutonisches Gestein aus Portugal.
Das Gestein ist ein Alkalisyenit und enthält Mikroklin, etwa 50 % Riebeckit und Ägirin und ist damit ein Mikroklin-Melaalkalisyenit. Weitere Minerale sind Amphibol, Pyroxen, Olivin und Erze.
Die Farbe des feinkörnigen Syenits schwankt zwischen grau und graurosa.
Das Vorkommen liegt bei Alter do Chao im Alentejo in Portugal. Der Name Lusitanit lehnt sich an Lusitanien an, eine römische Provinz der Kaiserzeit, die in etwa dem heutigen Portugal entspricht. 

## Weblink
- Abbildung von Lusitanit im Mineralienatlas

## Einzelnachweis
1. ↑  Reinsch: Natursteinkunde, S. 107 (siehe Literatur)